# Liúbech
Liúbech (en ucraniano: Лю́беч) es un sélyshche de Ucrania perteneciente al raión de Chernígov de la óblast de Chernígov.
En 2022, la localidad tenía una población de 1890 habitantes. Es sede de un municipio que incluye 47 localidades rurales que añaden otros seis mil habitantes a la población. El municipio fue creado en 2017 mediante la fusión del ayuntamiento urbano de Liúbech (que únicamente incluía como pedanías a Hirky y Kukarí) con los hasta entonces vecinos consejos rurales de Malýnivka, Pavlivka, Smolýhivka y Tarasa Shevchenka, a los que se añadieron en 2018 el de Mojnachí y en 2020 los de Velyki Zlíyiv, Húbychi y Nedánchychi. Hasta 2020, el área formaba parte del raión de Ripky.

## Historia
Es una antigua villa (mencionada por primera vez en 882) relacionada con muchos eventos importantes desde la época de la Rus de Kiev. Liúbech está a 250 kilómetros al norte de la capital de Ucrania, Kiev, y se encuentra cerca de la frontera con Bielorrusia.
En 1018 hubo en la ciudad una importante batalla entre el ejército de Gran Príncipe de Kiev Sviatopolk el Maldito y el Príncipe de Nóvgorod Yaroslav el Sabio, quien intentaba conseguir el dominio de toda la Rus'. En 1097 el Consejo de Liúbech, también conocido como el Congreso de los Príncipes Rusos, fue celebrado aquí. Fue iniciado por Vladímir II Monómaco y dividió el terreno de la Rus de Kiev entre los príncipes.
San Antonio de las Cuevas, también conocido como Antonio de Kiev, nació en Liúbech en 983. Fundó el primer monasterio ucraniano, conocido como Pecherska Lavra, y es considerado el padre de la vida monástica eslava oriental.